# Regal Records (1949)

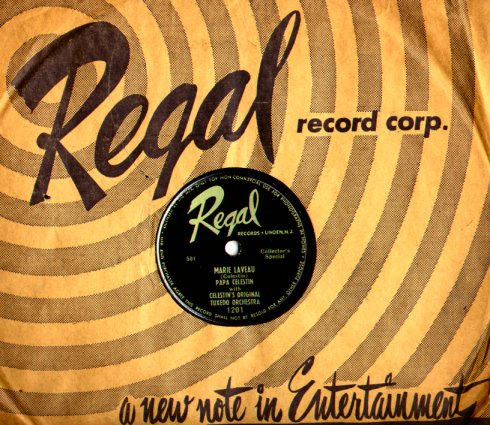
Regal Records-plaat

Regal Records was een Amerikaans platenlabel, dat populaire muziek en jazz-platen uitbracht in de jaren na de Tweede Wereldoorlog. Het label was gevestigd in Linden, New Jersey.